# ミヨカワ将
ミヨカワ 将（ミヨカワ まさる、1982年 - ）は、日本の漫画家。デビュー当時は、三代川将というペンネームを使っていた。

## 略歴
- 1982年、誕生する[1]。
- 2005年、「ホタルのヒカリ」で第28回ジャンプ十二傑新人漫画賞審査員特別賞を受賞。[要出典]
- 2006年、『ジャンプ the REVOLUTION!』に掲載された「有料戦士ペイソルジャー」でデビュー[1]。
- 2011年、ミヨカワ将名義で『週刊少年ジャンプ』にて「ST&RS−スターズ-」を連載、作画を担当する（原作は竹内良輔）[1]。これが自身初の連載となる[1]。
- 2014年、同じくミヨカワ将名義で『少年ジャンプ+』にて「山羊座の友人」を連載、作画を担当する（原作は乙一）[2]。

## 作品リスト

### 連載
- ST&RS -スターズ-（原作：竹内良輔、『週刊少年ジャンプ』2011年30号[3] - 2012年20号[4]、全5巻）
- 山羊座の友人（原作：乙一、『少年ジャンプ+』2014年10月18日[2] - 2015年4月25日[5]、全1巻）
- 屍人荘の殺人（原作：今村昌弘、『少年ジャンプ+』2019年[6]5月25日[7] - 2021年5月15日、全4巻）

### 読み切り
- 有料戦士ペイソルジャー（『ジャンプ the REVOLUTION!』2006 SUMMER掲載） - 49P
- ガラアクタ（『赤マルジャンプ』2007 SPRING掲載） - 45P
- FOO FIGHTER FUJI（『赤マルジャンプ』2008 SPRING掲載 - 47P
- 血風学級怪（『週刊少年ジャンプ』2009年21号掲載） - 49P
- EGG KNOCKER（原作：古橋秀之、『ジャンプVS-バーサス-』[8]）
- 屍のサンドウィッチ（『ジャンプLIVE』2号、2014年1月）
- 返信願望!（原作：西尾維新、『週刊少年ジャンプ』2014年37・38合併号[9]） - 19P
- 信長ストラグル -戦国炎舞外伝- - キャラクター原案担当
- マーガレット2044（『少年ジャンプ+』2022年7月26日[10]）
- ノサバリボッコ（『少年ジャンプ+』2024年6月29日[11]）

## 評価
- 「cakes」では、「圧倒的な画力は漫画家の間でも絶大な評価を得ている」と紹介されている[12]。

## 関連人物
村田雄介
師匠。『アイシールド21』（原作稲垣理一郎）において、作画を務めた村田のアシスタントとして働く。「三代川将」名義。単行本26巻から名前がクレジットされている。
堀越耕平
師匠。『逢魔ヶ刻動物園』連載時代。「三代川将」名義でアシスタントを務める。